# Monarch (Lay Your Jewelled Head Down)
Monarch (Lay Your Jewelled Head Down) je samostalni debitantski studijski album kanadske kantautorice, Feist, objavljen 1999. godine. Snimljen u Torontu, album se prvenstveno prodavao na koncertima te je doživio underground uspjeh.

## Popis pjesama
Sve pjesme napisala je Leslie Feist, osim "New Torch" čiji je autor Chilly Gonzales.
1. "It's Cool to Love Your Family" – 3:54
2. "The Onliest" – 4:03
3. "La Sirena" – 4:28
4. "One Year A.D." – 4:50
5. "Monarch" – 5:10
6. "That's What I Say, It's Not What I Mean" – 3:36
7. "Flight #303" – 2:48
8. "Still True" – 3:52
9. "The Mast" – 4:43
10. "New Torch" – 4:19